# Syntretus fuscicoxis
Syntretus fuscicoxis is een insect dat behoort tot de orde vliesvleugeligen (Hymenoptera) en de familie van de schildwespen (Braconidae). De wetenschappelijke naam van de soort werd voor het eerst geldig gepubliceerd door van Achterberg & Haeselbarth in 2003.